# 金谷祐子
金谷 祐子（かなや ゆうこ、1955年2月23日 - ）は、日本の脚本家。

## 来歴・人物
香川県出身。少女時代から漫画が好きで、クラスメイト相手にイラスト入りで物語を描くなどしていた。高校卒業後は四国電力に入社し、広報課勤務、PR誌の編集などを手掛ける。四国電力退社後に上京してデザイン学校広報科に入学、卒業。フリーのコピーライター時代には、筑波万博の電力館のキャッチコピー文などを手掛けた。その後、日本脚本家連盟ライターズスクールの「脚本家教室」47期卒業。自らの脚本による『月夜のうさぎ』が1986年度第11回創作テレビドラマ脚本懸賞公募の入選作となり、同作は1987年3月7日にNHK総合で放送された。脚本家としてデビュー後は、同連盟の研修科講師を務めている。
デビュー当初は、フジテレビ水曜8時枠の連続ドラマで南野陽子や宮沢りえが出演する青春ラブコメディ作品を手がけた。その後、布勢博一などとの共同脚本を経て、TBS系列の2時間ドラマと東海テレビ制作昼ドラマを執筆し、注目されるようになる。
特にカトリーヌ・アルレーの『わらの女』を原案とする『美しい罠』（2006年）は、公式サイトには『牡丹と薔薇』を抜いて史上最高数の投稿メッセージが寄せられ、現在も熱狂的なファンが一部存在する。
しかしその後も『金色の翼』（2007年）、『夏の秘密』(2009年)、『霧に棲む悪魔』(2011年)と「富豪の家に起きる陰謀を探る男とヒロインの恋愛」をテーマにした作品を書き続けているが、ヒットには至っていない。

## 主な脚本作品

### テレビドラマ
- 痛快!婦警候補生やるっきゃないモン! （1987年、テレビ朝日系）
- 追いかけたいの!（1988年、フジテレビ系水曜8時枠）
- いつも誰かに恋してるッ（1990年、フジテレビ系）
- いつか誰かと朝帰りッ（1990年、フジテレビ系）
- 世にも奇妙な物語「遅すぎた恋人」（1990年8月9日、フジテレビ系）
- 結婚しないかもしれない症候群（1991年、日本テレビ系土曜グランド劇場）
- 男はいらない（1994年、日本テレビ系）
- やさしい関係（1995年、NHKドラマ新銀河）
- ようこそ青春金物店（1996年、NHKドラマ新銀河）
- おんなは全力疾走!（1997年、NHKドラマ新銀河）
- 心療内科医・涼子（1997年、読売テレビ制作、日本テレビ系）
- 食卓から愛をこめて（1998年、テレビ東京系）
- 田舎で暮らそうよ（1999年、テレビ東京系）
- なごや千客万来（2000年、NHKドラマ家族模様）
- ハート（2001年、NHK月曜ドラマシリーズ）
- 東海テレビ昼ドラマ
  - 愛しき者へ（2003年、東海テレビ制作、フジテレビ系昼ドラマ）
  - 危険な関係（2005年、東海テレビ制作、フジテレビ系）
  - 美しい罠（2006年、東海テレビ制作、フジテレビ系）
  - 金色の翼（2007年、東海テレビ制作、フジテレビ系）
  - 夏の秘密（2009年、東海テレビ制作、フジテレビ系）
  - 霧に棲む悪魔（2011年、東海テレビ制作、フジテレビ系）
  - 白衣のなみだ 第二部「慈命」（2013年、東海テレビ制作、フジテレビ系）
- 月曜ゴールデン
  - 示談交渉人甚内たま子裏ファイル(2001年6月18日、Joker制作、TBS系)
  - 示談交渉人甚内たま子裏ファイル2(2002年6月24日、Joker制作、TBS系)
  - 示談交渉人甚内たま子裏ファイル3(2004年1月19日、Joker制作、TBS系)
  - 示談交渉人甚内たま子裏ファイル4(2005年2月7日、Joker制作、TBS系)
  - 示談交渉人甚内たま子裏ファイル5 (2007年6月18日、Joker製作、TBS系）
  - 示談交渉人甚内たま子裏ファイル6 (2008年5月26日、Joker製作、TBS系）
  - 世直し公務員ザ・公証人( 2002年5月13日、オセロット製作、TBS系)
  - 世直し公務員ザ・公証人2( 2003年3月10日、オセロット製作、TBS系)
  - 世直し公務員ザ・公証人3(2003年7月7日、オセロット製作、TBS系)
  - 世直し公務員ザ・公証人4(2004年2月16日、オセロット製作、TBS系)
  - 世直し公務員ザ・公証人5(2005年4月18日、オセロット製作、TBS系)
  - 世直し公務員ザ・公証人6(2006年2月6日、オセロット製作、TBS系)
  - 世直し公務員ザ・公証人7(2008年4月28日、オセロット製作、TBS系)
  - 世直し公務員ザ・公証人8(2009年6月29日、オセロット製作、TBS系)
  - 世直し公務員ザ・公証人9(2011年6月13日、オセロット製作、TBS系)
  - 世直し公務員ザ・公証人11(2014年4月14日、オセロット製作、TBS系)
  - 新・示談交渉人 裏ファイル(2011年3月7日、Joker制作、TBS系)
  - 新・示談交渉人 裏ファイル2(2012年8月13日、Joker制作、TBS系)
  - 新・示談交渉人 裏ファイル3(2014年4月21日、Joker制作、TBS系)

### オリジナルビデオ
- てやんでいBaby（1996年、ケイエスエス）